# Spanien i Eurovision Song Contest 2013
Spanien kommer att delta i Eurovision Song Contest 2013 i Malmö i Sverige. De kommer att representeras av El Sueño de Morfeo med låten "Contigo hasta el final".

## Uttagning

### Internt val
Den 10 december 2012 bekräftade TVE sitt deltagande i tävlingen år 2013. Precis som året innan valde man att internt välja ut en välkänd artist till att representera landet. Artisten avslöjades den 17 december av Anne Igartiburu i TV-programmet +Gente på TVE1 som sändes 20:00 CET. Det blev musikgruppen El Sueño de Morfeo. Den 18 december höll TVE en presskonferens vid TV-bolagets högkvarter i Torrespaña i Madrid där man officiellt presenterade gruppen.

### Sångfinal
Den 14 december meddelade TVE att man skulle hålla en nationell uttagning för att endast välja låt åt artisten, vilket man även gjorde året innan. Den 18 december avslöjades det vid en presskonferens att 4 låtar skulle framföras av El Sueño de Morfeo i finalen, detta kom dock att ändras till 3. Gruppen hade vid det här laget redan skrivit klart 3 låtar och förväntade sig ha ytterligare en låt klar i slutet av januari eller början av februari 2013. Man skulle möjligen föreslå en femte låt till TVE. Man arbetade i sin studio i Oviedo för att bli klar med de slutgiltiga versionerna av sina låtar.
Gruppen presenterade 4 låtar till TVE som valde 2 av dem till att delta i finalen. Den tredje låten valdes av folket genom en omröstningen mellan de andra två låtarna på TV-bolagets webbplats. Omröstningen pågick mellan den 5 och 11 februari medan vinnaren avslöjades den 12 februari. Man kunde rösta en gång per dag på sin favoritlåt. Medan de fulla versionerna av de låtar som deltog i internetmröstningen släpptes då omröstningen började, släpptes endast delar av de två andra låtarna som man redan valt till finalen. Resultatet i omröstningen blev att låten "Revolución" slogs ut mot låten "Atrévete". Den som gick vidare fick 69,1% av rösterna mot 30,1% för den som blev utslagen.
Finalen hölls den 26 februari 2013 vid TVE Sant Cugat studios i Barcelona. Både jury och telefonröster kommer att användas för att utse det vinnande bidraget.

#### Resultat
| Nr | Artist             | Sång                     | Jury  | Tele    | Tele  | Totalt | Plats |
| Nr | Artist             | Sång                     | Poäng | Procent | Poäng | Totalt | Plats |
| -- | ------------------ | ------------------------ | ----- | ------- | ----- | ------ | ----- |
| 1  | El Sueño de Morfeo | "Dame tu voz"            | 24    | 12,9%   | 24    | 48     | 3     |
| 2  | El Sueño de Morfeo | "Atrévete"               | 30    | 33,7%   | 30    | 60     | 2     |
| 3  | El Sueño de Morfeo | "Contigo hasta el final" | 36    | 53,4%   | 36    | 72     | 1     |

## Vid Eurovision
Spanien är direktkvalificerade till finalen som hålls den 18 maj 2013 i Malmö Arena.